# 유인종
유인종(劉仁鍾, 1932년~2020년 5월 26일)는 대한민국의 교육공무원이다. 제14·15대 서울특별시 교육감이다.

## 학력
- 여산국민학교 졸업
- 중앙대학교 영어영문학과 졸업
- 중앙대학교 대학원 교육학과 졸업
- 미국 노스캐롤라이나대학원 박사 학위

## 경력
- 전주 신흥고등학교 교사
- 1970년 고려대학교 교육학과 교수
- 1976년 서울시교육위원회 교육위원
- 1991년 제1기 민선 교육위원에 선출돼 초대 의장
- 민선 2 · 3대 서울시교육감
- 국무총리실 정책자문위원
- 유네스코 학생지도위원회 위원장
- 건국대학교 석좌교수

## 가족 관계
- 배우자: 이재우
  - 형제동생: 유영운, 유영우, 유존영, 유영설

## 같이 보기
- 교육감